# Empis pallipes
Empis pallipes är en tvåvingeart som beskrevs av Olivier 1791. Empis pallipes ingår i släktet Empis och familjen dansflugor.
Artens utbredningsområde är Frankrike. Inga underarter finns listade i Catalogue of Life.